# ظهور مرده شیطانی
ظهور مرده شیطانی یا مرده شریر برمی‌خیزد یا کلبه وحشت ۵ (به انگلیسی: Evil Dead Rise) یک فیلم فراطبیعی ترسناک آمریکایی به نویسندگی و کارگردانی لی کرونین است. در این فیلم آلیسا سادرلند، لیلی سالیوان، گابریل اکولز، مورگان دیویس، نل فیشر و میا چالیس ایفای نقش می‌کنند. داستان این فیلم به تلاش دو خواهر می‌پردازد که سعی می‌کنند از دست موجودات شیطانی معروف به «Deadites» (دِدایت ها) زنده بمانند و خانواده خود را نجات دهند.
پیش از توسعه فیلم، برنامه‌هایی برای دنباله‌های مرده شریر (۲۰۱۳) و ارتش تاریکی (۱۹۹۲) لغو شده بودند که می‌توانست به یک تقاطع منجر شود. در اکتبر ۲۰۱۹، ریمی اعلام کرد که فیلم جدیدی در حال ساخت است، و رابرت جی تاپرت تهیه‌کنندگی، ریمی و بروس کمپبل تهیه‌کنندگی اجرایی، و کرونین نویسندگی و کارگردانی پروژه را بر عهده دارد. نیو لاین سینما (توزیع کننده فیلم اول) به عنوان یک شرکت سازنده در کنار گوست هاوس پیکچرز شرکت سازنده ریمی اعلام شد. تصویربرداری اصلی در نیوزیلند در ۶ ژوئن ۲۰۲۱ آغاز شد و در ۲۷ اکتبر ۲۰۲۱ به پایان رسید.
مرده شریر برمی‌خیزد نخستین نمایش خود را در جنوب از جنوب غربی در ۱۵ مارس ۲۰۲۳ داشت و در ۲۱ آوریل در ایالات متحده توسط برادران وارنر پیکچرز منتشر شد. این فیلم عموماً نقدهای مثبتی از سوی منتقدان دریافت کرد و ۱۴۱ میلیون دلار در سراسر جهان در مقابل بودجه تولید ۱۵ تا ۱۹ میلیون دلار فروش داشت که آن را به پرفروش‌ترین فیلم از این مجموعه تبدیل کرده‌است.

## بازیگران
- آلیسا سادرلند در نقش الی
- لیلی سالیوان در نقش بث
- گابریل اکولس در نقش بریجت
- مورگانا دیویس در نقش دنی
- نل فیشر در نقش کَسی
- میا چالیس در نقش جسیکا
- تای وانو در نقش اسکات
- جیدن دنیلز در نقش گابریل
- بیلی راینولد-مک‌کارتی در نقش جیک

## تولید

### پیش زمینه
فده آلوارز در اولین نمایش جنوب از جنوب غربی اعلام کرد که دنباله ای برای فیلم مرده شریر سال ۲۰۱۳ او در دست ساخت است. علاوه بر این، سم ریمی برنامه‌های خود برای نوشتن مرده شریر ۴ را به همراه برادرش ایوان رایمی تأیید کرد. بعداً مشخص شد که این فیلم ارتش تاریکی ۲ خواهد بود. بروس کمپبل و آلوارز در یک پنل واندرکان در مارس ۲۰۱۳ بیان کردند که برنامه نهایی آنها این است که دو فیلم مردگان شریر آلوارز و ارتش تاریکی ۲ توسط ریمی هفتمین فیلمی ساخته شوند که روایت‌های اش ویلیامز و میا آلن را با هم ادغام کند. در ۳۰ اکتبر ۲۰۱۳، رودو سایاگس، یکی از نویسندگان، به دسده هالیوود تأیید کرد که او و آلوارز برای ادامه فیلم بازنخواهند گشت. در همان ماه، آلوارز در توییتر خود نوشت که این شایعه درست نیست. کمپبل تأیید کرد که دوباره نقش خود را به عنوان اش در ارتش تاریکی ۲ بازی خواهد کرد. بعداً تأیید شد که ریمی به عنوان کارگردان در ارتش تاریکی ۲ خدمت می‌کند. در ماه نوامبر، کمپبل در چهارمین فیلم مردگان شیطانی ابراز تردید کرد. در سپتامبر ۲۰۱۷، طی یک پنل در فن اکسپو کانادا، کمپبل اظهار داشت که معتقد است تنها آینده موفق این فرنچایز از طریق یک شبکه کابلی ممتاز است و به عنوان مثال اش در برابر مرده شریر در استارز را ذکر کرد.
در نوامبر ۲۰۱۸، آلوارز اعلام کرد که «اینها در حال حاضر فقط ایده هستند. چیزی برای اعلام رسمی نیست ما یک اسکریپت برای نفس نکش ۲ داریم. این تنها تفاوت است. ما فیلمنامه ای برای مرده شریر ۲ نداریم.» او همچنین گفت: «وقتی توییت کردم که علاقه‌مندم ببینم مردم چه چیزی را ترجیح می‌دهند. ما در مورد اینکه مردم بیشتر به چه چیزهایی علاقه‌مند هستند، بحث‌های داخلی داشتیم. متأسفانه مرده شریر ۲ برنده شد. که، حدس می‌زنم ترجیح می‌دهم نفس نکش ۲ برنده شود، زیرا یکی از ساخته‌های خودم است. بدیهی است که مرده شریر طرفداران بیشتری دارد.»

### پیش تولید
در اکتبر ۲۰۱۹، ریمی در کامیک کان نیویورک اعلام کرد که فیلم جدیدی در حال ساخت است. بروس کمپبل به عنوان تهیه‌کننده اجرایی کار خواهد کرد و در این فیلم بازی نخواهد کرد. کمپبل در ژوئن ۲۰۲۰ فاش کرد که لی کرونین توسط ریمی برای نویسندگی و کارگردانی انتخاب شده‌است. در می ۲۰۲۱، نیو لاین سینما (که اولین فیلم را نیز توزیع کرد) فیلم را انتخاب کرد و قرار بود در اچ‌بی‌او مکس اکران شود.

### انتخاب بازیگران
در می ۲۰۲۱، فاش شد که آلیسا سادرلند و لیلی سالیوان برای نقش‌های اصلی انتخاب شده‌اند. در ژوئن ۲۰۲۱، گابریل اکولز، مورگان دیویس و نل فیشر به بازیگران اضافه شدند. میا چالیس در ژوئیه ۲۰۲۱ به بازیگران پیوست.

### فیلمبرداری
تصویربرداری اصلی در نیوزیلند در ۶ ژوئن ۲۰۲۱، با حضور دیو گاربت به عنوان فیلمبردار آغاز شد. گاربت قبلاً در چندین قسمت از اش در برابر مرده شریر به عنوان فیلمبردار فعالیت می‌کرد. کرونین در ۱۴ ژوئیه ۲۰۲۱ فاش کرد که فیلمبرداری رسماً نیمه تمام شده‌است. فیلمبرداری به‌طور رسمی در ۲۷ اکتبر ۲۰۲۱ به پایان رسید و کرونین فاش کرد که در این فیلم بیش از ۶۵۰۰ لیتر خون تقلبی استفاده شده‌است.

## انتشار
این فیلم قرار بود توسط اچ‌بی‌او مکس در سال ۲۰۲۲ در ایالات متحده منتشر شود، اما تاریخ اکران آن به ۲۱ آوریل ۲۰۲۳ برای انتشار سینمایی انتقال یافت.

## بازخورد

### فروش گیشه
تا تاریخ ۱۱ مه ۲۰۲۳، مرده شریر برمی‌خیزد ۵۵٫۵ میلیون دلار در ایالات متحده و کانادا، و ۶۱ میلیون دلار در مناطقِ دیگر جهان به دست آورده‌است، که در مجموع فروش جهانیِ ۱۴۱٫۵ میلیون دلار را نشان می‌دهد.
در ایالات متحده و کانادا، مرده شریر برمی‌خیزد در کنار میثاق، شوالیه، و بیو می‌ترسد اکران شد و پیش‌بینی می‌شد در آخر هفته افتتاحیهٔ خود از ۳۴۰۲ سینما ۱۵ تا ۲۰ میلیون دلار فروش داشته باشد. این فیلم در روز اول اکران ۱۰٫۳ میلیون دلار، شامل ۲٫۵ میلیون دلار از پیش‌نمایش‌های پنجشنبه‌شب به دست آورد. این فیلم به ۲۴٫۵ میلیون دلار رسید و کمی فراتر از پیش‌بینی‌ها عمل کرد و پس از فیلم برادران سوپر ماریو در گیشه دوم شد. گزارش شده که ۵۸٪ از مخاطبان مرد بودند که ۶۶٪ آنها بین ۱۸ تا ۳۵ سال سن داشتند. این فیلم در آخر هفته دوم ۱۲٫۲ میلیون دلار فروش داشت و در ردهٔ دوم گیشه باقی ماند، و سپس در سومین آخر هفته با فروش ۵٫۹ میلیون دلار پس از نگهبانان کهکشان بخش ۳ و فیلم برادران سوپر ماریو در جایگاه سوم گیشهٔ هفتگی قرار گرفت.

### پاسخ انتقادی
در وبگاه جمع‌آوری نقد راتن تومیتوز، ٪۸۴ از ۱۹۵ بررسی منتقدان مثبت است و میانگینِ امتیاز آن ۷٫۲/۱۰ است. اجماع این وبگاه چنین می‌نویسد: «مرده شریر برمی‌خیرد تمام چیزهایی که طرفداران قدیمی به آن امیدوار هستند را ارائه می‌کند و در همین حال فرنچایز را به پیش می‌برد، که از هر لحاظ شیک است.» این فیلم در متاکریتیک که از میانگین وزنی استفاده می‌کند، بر اساس نظر ۳۸ منتقدین امتیاز ۶۹ از ۱۰۰ را کسب کرده که نشان‌گر «نقدهای عموماً مطلوب» است. تماشاگرانی که توسط سینماسکور مورد بررسی قرار گرفتند، میانگین نمره «B» را در مقیاس A+ تا F به این فیلم دادند، در حالی که آنهایی که در نظرسنجی‌های پست‌ترک شرکت کردند نمرهٔ مثبت ۷۱٪ را به آن دادند و ۵۷٪ گفتند که قطعاً این فیلم را توصیه می‌کنند.

## فیلم‌های مرتبط
- مرده شریر (۱۹۸۱؛ سم ریمی)
- مرده شریر ۲ (۱۹۸۷؛ سم ریمی)
- ارتش تاریکی (۱۹۹۳؛ سم ریمی)
- مرده شریر (۲۰۱۳؛ فده آلوارز)